# Дулеев, Виктор Сергеевич
Виктор Сергеевич Дулеев (1906—1982) — советский мостостроитель, лауреат Ленинской премии.

## Биография
В течение 44 лет проектировал мосты и мостостроительное оборудование. Один из ведущих специалистов института Ленгипротрансмост (до 1962 Лентрансмостпроект, до 1941 Ленмостпроект).
Соавтор 23 изобретений (механизмы разводных пролетных строений, новые краны, ледорезы и другие виды оборудования). Заслуженный изобретатель РСФСР.
Ленинская премия 1962 года — за разработку и внедрение в строительство бескессонных фундаментов глубокого заложения из сборного железобетона